# Шерашлинка
Шерашлинка — река в России, протекает в Башкортостане и Татарстане. Левый приток реки Сюнь. 
Длина реки 35 км, площадь бассейна 209 км². Исток в лесном массиве в Бакалинском районе, на крайнем западе Башкортостана. Течёт на северо-восток, на двух участках в верховьях и в среднем течении по реке проходит граница с Муслюмовским районом Татарстана. Впадает в Сюнь по её левому берегу в 98 км от устья. 
Основные притоки: Саутла (лв), Казанча (пр), Бетмеля (пр), Соклекул (лв). Имеются пруды на притоках. 
Крупнейшие населённые пункты на реке (и в бассейне): Баюково (Татарстан), Старокостеево, Старые Шарашли, Казанчи (все — Башкортостан). 

## Данные водного реестра
По данным государственного водного реестра России относится к Камскому бассейновому округу, водохозяйственный участок реки — Белая от города Бирск и до устья, речной подбассейн реки — Белая. Речной бассейн реки — Кама.
Код водного объекта в государственном водном реестре — 10010201612111100026718.